# Neotis
Neotis Sharpe, 1893 è un genere di uccelli della famiglia Otididae.

## Tassonomia
Comprende le seguenti specie:
- Neotis ludwigii (Rüppell, 1837) - otarda di Ludwig
- Neotis denhami (Children & Vigors, 1826) - otarda di Denham
- Neotis heuglinii (Hartlaub, 1859) - otarda di Heuglin
- Neotis nuba (Cretzschmar, 1826) - otarda nubiana